# Matipu
I Matipu  sono un gruppo etnico del Brasile che ha una popolazione stimata in 149 individui (2011).

## Lingua
Parlano la lingua Matipu, lingua che appartiene alla famiglia linguistica Karib.

## Insediamenti
Vivono nello stato brasiliano del Mato Grosso, ne Parco Indigeno dello Xingu. Il villaggio principale è situato nei pressi di un lago sulla foce dei fiumi Kulisevo e  Buriti. Nel 2002 è stato costruito il nuovo villaggio di Jagamü, non lontano dal villaggio principale, dopo una scissione interna alla comunità. Sono in gran parte pescatori, cacciatori e coltivatori di manioca e mais.